# Яранская городская управа
Яранская городская управа — исполнительный орган Яранской городской думы Яранского уезда Вятской губернии Российской империи и Временного правительства.

## История
Яранская городская управа была учреждена 21 декабря 1871 года на основании «Городового положения» от 16 июня 1870 года, как исполнительный орган Яранской городской думы. Избиралась из представителей городской буржуазии и купечества для решения вопросов по развитию городского хозяйства, благоустройству города, попечению о местной торговле, народном образовании и т. п. Ликвидирована на основании Постановления Совета народных комиссаров «Об организации местного самоуправления» от 24 декабря 1917 года.

## Городские головы
- Земцов, Николай Андреевич (1871—)
- Носов, Иван Иванович (1872—1875—)
- Беляев, Василий Николаевич (—1880)
- Семёнов, Иван Филиппович (1880—1885)
- Коробов, Ермолай Демидович (1883—)
- Костромитинов, Иван Кузьмич (—1888)
- Носов, Фёдор Иванович (1888—1889)
- Горев, Прокопий Ларионович (1889—)
- Левашёв, Николай Николаевич (1902—1906)
- Костромитинов, Иван Васильевич (1906—1910)
- Унженин, Иван Михайлович (1910—1911)
- Софронов, Александр Михайлович (1911—1917)
- Глушков А. Н. (1917)